# Ewald von Kleist-Schmenzin
Ewald von Kleist-Schmenzin (22 de marzo de 1890-9 de abril de 1945) fue un noble alemán, abogado, político conservador y terrateniente en Pomerania, al noreste de Berlín. Fue miembro de la resistencia contra Hitler y del complot del 20 de julio. 

## Biografía
Ewald von Kleist-Schmenzin era hijo de Hermann von Kleist (1849-1913) y como político conservador apoyó el partido nacional alemán popular (Deutschnationale Volkspartei), la monarquía de los Hohenzollern y los ideales cristianos.
Activo oponente del Nazismo, desde antes que Hitler fuera nombrado canciller en 1933. Fue arrestado ese año por impedir que la bandera con la esvástica flameara en su castillo. Apoyó a la Iglesia Confesante de Dietrich Bonhoeffer a la que entró en contacto por Ruth von Kleist Retzow.
En 1938 viajó a Londres como emisario secreto de Wilhelm Canaris y Ludwig Beck a fin de informar al gobierno británico de los planes de la disidencia dentro de Alemania usando sus contactos con Winston Churchill y Robert Vansittart. Desafortunadamente sus esfuerzos fueron en vano.
Kleist-Schmenzin se unió a Carl Friedrich Goerdeler en 1942 y 1943, favoreciendo un golpe de Estado para derrocar al Führer. Entre varias conspiraciones y atentados, instó a su hijo, el teniente Ewald-Heinrich von Kleist-Schmenzin, a inmolarse en atentado suicida que no pudo llevarse a cabo. 
Participó en el complot del 20 de julio de Claus von Stauffenberg quien lo destacó como representante en el distrito militar de Stettin en la preparación del golpe.
Ewald von Kleist-Schmenzin fue arrestado el 21 de julio y llevado al Tribunal Popular Volksgerichtshof el 23 de febrero de 1945 ante el juez Roland Freisler. Fue ahorcado en la prisión de Plötzensee, Berlín.